# Letališče Chicago O'Hare
Letališče Chicago O'Hare - Chicago O'Hare International Airport (IATA: ORD, ICAO: KORD, FAA LID: ORD), znano tudikot O'Hare Airport, O'Hare Field, Chicago International Airport, Chicago O'Hare ali samo O'Hare je veliko mednarodno letališče na severovzhodnem delu Chicaga, Illinois. Leta 2014 je bilo najbolj prometno letališče na svetu po številu premikov letal (881 933) in šesto po številu potnikov (70 075 204). V preteklosti (do 1998) je veljalo za najbolj prometno na svetu po število potnikov. Glavni uporabnici letališča sta American Airlines in United Airlines. Z letališča se da leteti na 210 destinacij, od tega 153 v ZDA.
Letaliče ima kar 8 stez, sicer se ne vse redno uporabljajo. 